# Tauzar
Tauzar (arab. توزر, fr. Tozeur) – miasto w środkowo-zachodniej Tunezji, stolica  gubernatorstwa Tauzar. Położone jest przy północnym krańcu Wielkiego Szottu, w oazie na Saharze, na przesmyku między szottami: Wielkim i Szatt al-Gharsa.

## Opis miasta
W oazie rośnie ponad 200 000 palm daktylowych, które tworzą naturalną barierę od dwóch szottów. W mieście istnieje ponad 200 źródeł artezyjskich i innych studni, które nawadniają palmowe gaje w oazie.
W latach 90. XX w. powstała strefa hotelowa i lotnisko. Składający się z muzeum i parku tematycznego kompleks Dar Cheraїt odwiedzany jest przez turystów, którzy mogą tam oglądać eksponaty rękodzielnicze, sztuki antycznej oraz kaligrafie. Muzeum Sztuki Ludowej i Tradycji prezentuje regionalne eksponaty. Na przełomie listopada i grudnia w mieście organizuje się coroczny Międzynarodowy Festiwal Oazy (arab. المهرجان الدولي للواحات بتوزر).
Główną arterią komunikacyjną jest Abou al Kassim asz-Szabbi, która łączy centrum ze strefą turystyczną.
Największe hotele to Dar Cheraїt ze 110 pokojami oraz Oasis Dar Tauzar ze 124 pokojami.
Około 60 km na południowy zachód od miasta znajduje się przejście graniczne z Algierią w Hazua. W pobliżu miasta znajduje się Port lotniczy Tauzar.

## Osoby pochodzące z Tauzaru
- W 1909 roku urodził się tutaj poeta Abu al-Kasim asz-Szabbi.
- Muchallad ibn Kajrad (أبو يزيد مخلد بن كيراد), pochodzący z berberskiego plemienia Zenata, nazywany Sahib al-Himar (صاحب الحمار), który kierował berberską rewolucją przeciwko fatymidzkiemu władcy (محمد القائم بأمر الله).

## Galeria

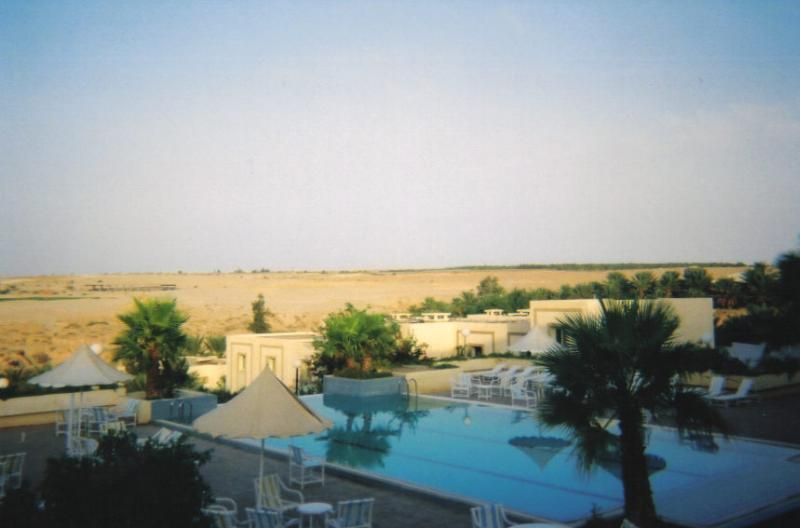
Widok na Tauzar, w tle Sahara
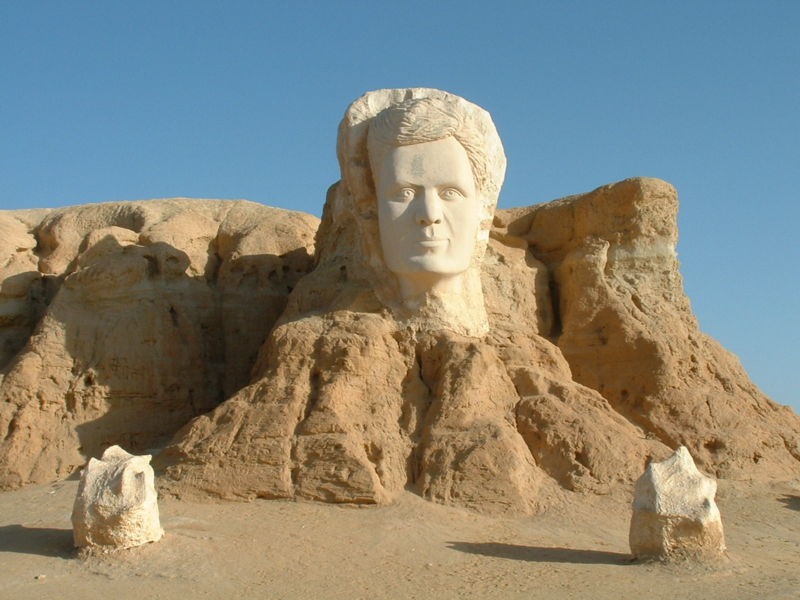
Posąg Abu al-Kasima asz-Szabbiego w parku Ras al-Ajn
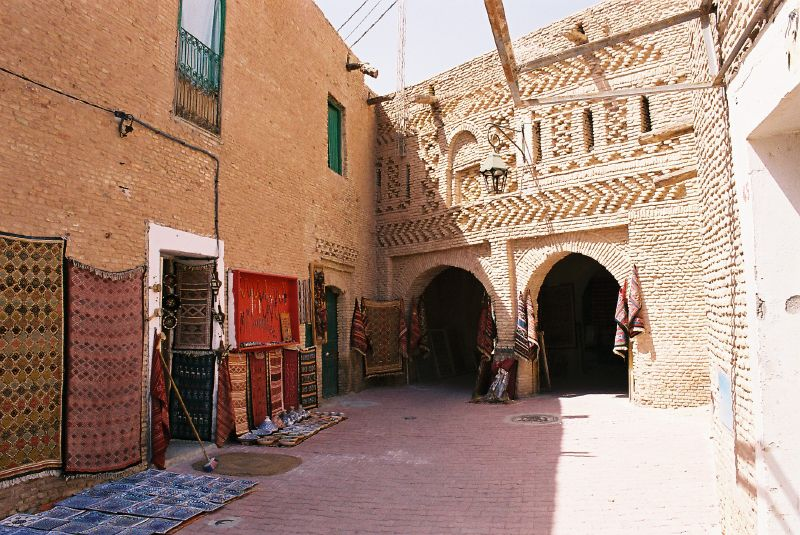
Wejście do medyny
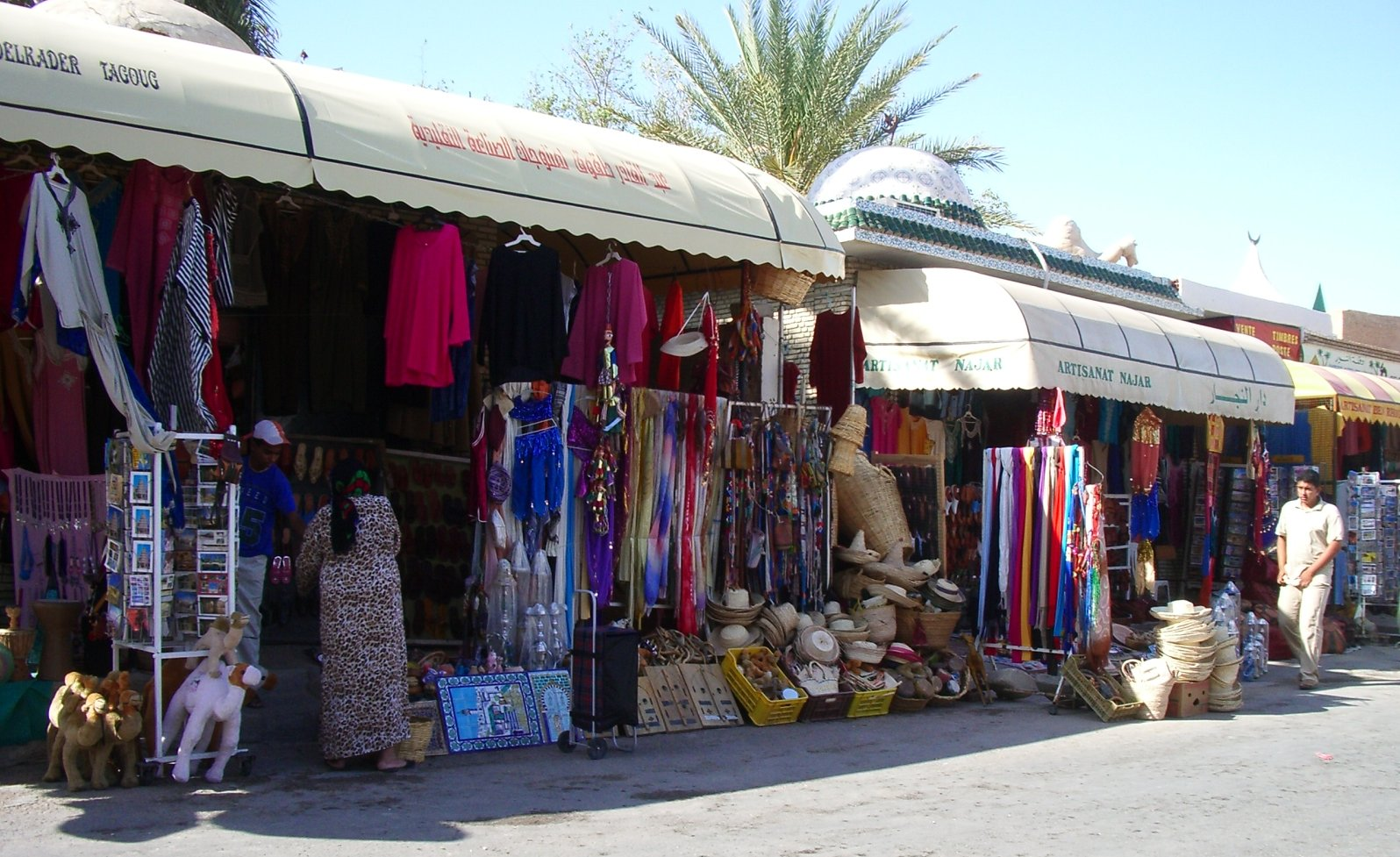
Rynek miejski
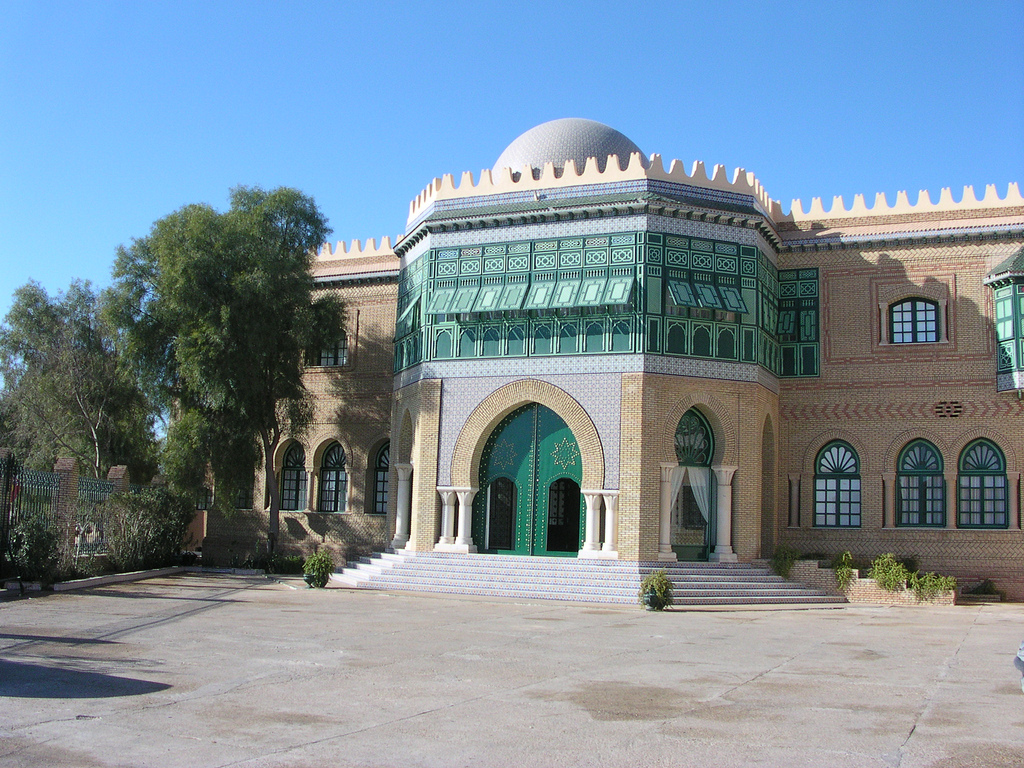
Dar Cherait Museum